# 전국백수연대
전국백수연대는 청년실업문제를 해소하기 위하여 1998년 PC통신으로 교류하던 주덕한(현 대표)과 청년 실업자들이 만든 온라인 커뮤니티에서 시작된 비영리민간단체(NPO)이다. 2006년 7월, 서울시 비영리민간단체(제 797호)로 등록되어 청년실업 등 실업문제 관련 사업(상담 및 일자리창출사업 등)을 진행하고 있으며, 일본 다메렌(일본어: だめれん,だめ連), 프리터유니온(영어: Freeter Union) 등 해외 청년실업관련 단체들과 교류활동도 전개하고 있다. 회원은 2010년 2월 기준으로 1만5천명에 이른다.

## 목적
청년 실업자들에게 구직정보를 제공하고, 상담서비스를 통해 직업의욕을 고취시키며, 취업/창업지원을 통한 청년실업 해소 활동을 목적으로 하고 있다. 또한 실업자들의 목소리를 대변하는 다양한 정책 활동을 수행하고 있다.

## 연혁
- 1998년 06월 전국백수연대 창립
- 2004년 12월 실업자 인권 선언 대회 개최(시민의신문 공동개최)
- 2004년 09월 - 2004년 10월 해외 청년 실업 극복 사례 탐방 보고(일본)
- 2006년 05월 - 2007년 11월 (재)실업극복국민재단 청년실업네트워킹센터 '희망청' 위탁운영
- 2006년 07월 비영리민간단체(NPO) 등록(서울시 제797호)
- 2006년 07월 고유증 발급(105-82-660 55 마포세무서)
- 2006년 07월 법인으로 보는 단체의 국세에 관한 의무 이행자 지정통지
- 2008년 03월 일본국제교류기급 한일청년문제 NPO 교류활동 참가
- 2009년 03월 노동부 청년 취업지원 뉴스타트 프로젝트 위탁 운영 참가 기관
- 2009년 03월 독도쿠키사업단 발족
- 2009년 07월 독도쿠키사업단 예비사회적기업 노동부 인증

## 독도쿠키사업단

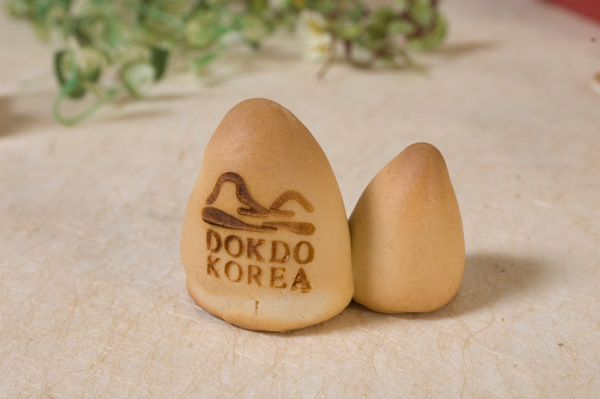
독도쿠키

독도쿠키사업단은 청년실업문제 해소를 위한 비영리민간단체 전국백수연대가 사회 취약계층에게 일자리 제공과 독도 홍보라는 목표로 2009년에 출범한 제과업체이다. 2009년 6월에는 노동부로부터 예비사회적기업으로 인증되어 직원의 70%가 사회 취약계층으로 구성되어 있으며, 판매 수익금의 2/3를 독도 관련 단체에 기부하고 있다. 2010년 2월 기준으로 독도만주 1종과 독도쿠키 3종을 생산하고 있으며, 홈페이지는 https://web.archive.org/web/20160111085148/http://dokdocookie.com/이다.